# مهاجر (پهپاد)
مهاجر (مرصاد)، نام دسته‌ای از پهپادهاست که در ایران تولید شده‌اند و توسط ایران و حزب‌الله لبنان استفاده می‌گردند.
در جنگ ایران و عراق، ایران با به پرواز درآوردن پهپاد تلاش، زمینه‌ای را برای توسعه پهپادهای خود آغاز نمود. بعد از این جنگ، ایران بر روی بسیاری از انواع پهپادهای تهاجمی و چندمنظوره کار کرد و بعد از سال‌ها مقامات رسمی ایران از تولید و توسعه پهپادهایی از قبیل مهاجر ۳ (که هدهد نیز نامیده می‌شود) و مهاجر ۴ خبر دادند. مدل‌های اولیه مهاجر در اواخر دهه ۱۹۹۰ برای انجام مأموریت‌های شناسایی در آسمان افغانستان در جریان جنگ داخلی این کشور به کار رفتند و همچنین به عنوان سکوی هواپایه شلیک راکت‌های آرپی‌جی-۷ آزمایش شدند. پهپاد مهاجر ۴ و صاعقه، هر دو در تاریخ ۱۶ فوریه ۲۰۰۲ تست پرواز شده‌اند.
الشرق‌الاوسط به نقل از یکی از افسران ارشد سپاه پاسداران نوشته که ایران ۸ فروند از این پهپاد را به حزب‌الله داده است. 
اطلاعاتی که در رسانه‌ها در مورد مرصاد ۱ (که گفته می‌شود همان مهاجر ۴ است) وجود دارد بسیار متناقض است و نمی‌توان از طریق آن تصویر روشنی از قابلیت‌های آن به دست آورد. به نوشته گلوبال سکیوریتی مدل مهاجر-۲ این پهپاد حداکثر ۸۵ کیلوگرم وزن دارد و سرعت آن به حداکثر ۲۰۰ کیلومتر می‌رسد. سقف پروازی آن بیش از ۳۳۰۰ متر و شعاع عملیات شناسایی آن ۵۰ کیلومتر است و ۹۰ دقیقه مداومت پروازی دارد. این پهپاد قادر به حمل دوربین‌های فروسرخ و ویدئویی با قدرت عکس‌برداری با تفکیک‌پذیری یک متر از ارتفاع حداکثر ۱۵۰۰ متری است.
به گفته منابع اسرائیلی پهپاد مرصاد ۱ که حزب‌الله لبنان در سال ۲۰۰۴ آن را بر فراز اسرائیل به پرواز درآورد از نوع مهاجر ۴ بوده‌است. موتور این پهپاد ۱۰ اسب بخار قدرت دارد و قادر به پرواز در ارتفاع ۲ کیلومتری با حداکثر سرعت ۱۲۰ کیلومتر در ساعت است. فاصله دو بال آن ۳ متر و طول بدنه آن ۲.۹ متر است. همچنین مشخصات این پهپاد شبیه به پهپاد اوکراینی KhAI-112 است. حداکثر وزن برخاست این پهپاد ۶۰ کیلوگرم است و می‌تواند ۱۵ کیلوگرم بار حمل کند. سرعت آن ۱۸۰ کیلومتر است که از حداکثر سرعت ۱۲۰ کیلومتری مهاجر ۴ بیشتر است. این اختلاف می‌تواند به دلیل وزن بیشتر مرصاد ۱ باشد. حداکثر وزن برخاست مرصاد ۱ احتمالاً تا ۸۰ کیلوگرم است و می‌توان نتیجه‌گیری کرد که توان حمل بار این پهپاد حداکثر ۴۰ کیلوگرم است.
البته برخی تحلیل‌گران هم احتمال داده‌اند که مرصاد ۱ حزب‌الله پهپاد ایرانی ابابیل باشد. ابابیل از طراحی دارای کانارد استفاده می‌کند و اندازه آن مشابه مهاجر ۴ است اما موتور پرقدرت‌تر ۲۵ اسب بخاری دارد و بر اساس اطلاعات سازنده آن می‌توان به سرعت حدود ۳۰۰ کیلومتر برسد و توان حمل بار آن ۴۰ کیلوگرم است که نزدیک به ادعای رهبر حزب‌الله در مورد مرصاد ۱ است. مشخصات این پهپاد هم شبیه به پهپاد شناسایی Pchela مورد استفاده ارتش روسیه است هرچند به نظر می‌رسد سرعت ابابیل اغراق شده باشد و در واقعیت بیش از ۱۵۰ تا ۲۰۰ کیلومتر در ساعت نباشد.

## مدل‌های گوناگون
- مهاجر ۱
- مهاجر ۲
- مهاجر ۳
- مهاجر ۴
- مهاجر ۶
- مهاجر ۱۰

### پهپاد مهاجر ۴
مهاجر ۴ یک پهپاد شناسایی و رزمی از خانواده پهپادهای مهاجر است که در اوایل دهه ۸۰ وارد خدمت شد. مهاجر ۴ ساخت صنایع هوایی قدس وابسته به سازمان صنایع هوایی وزارت دفاع بوده و از جمله پرشمارترین پهپادهای شناسایی ایران به شمار می‌رود. برخی ویژگی‌های پهپاد مهاجر ۴ سبب افزایش کارایی و ارزش عملیاتی آن نسبت به مهاجر ۳ شده که منجر به به کارگیری بیشتر آن در یگان‌های مختلف سپاه پاسداران و همچنین ارتش شده است.

### پهپاد مهاجر ۶
جدیدترین عضو خانواده پهپاد مهاجر می‌باشد که در رده پهپادهای تاکتیکی-رزمی قرار دارد و دارای قابلیت به‌کارگیری در انواع مأموریت‌های نظامی و غیرنظامی است و در اختیار سپاه پاسداران انقلاب اسلامی و نیروی زمینی ارتش جمهوری اسلامی ایران می‌باشد. بُردِ عملیاتی این «پرندۀ هدایت‌پذیر از دور» تقریباً ۲۰۰۰ کیلومتر است که قادر به حمل ۴۰ کیلوگرم تسلیحات می‌باشد. سرعت این پهپاد ۲۰۰ کیلومتر بر ساعت است و می‌تواند دو بمب‌ هوشمند و نقطه‌زن اپتیکی-حرارتی قائم را در پایین بال‌های خود قرار دهد.

## کاربران
در ۷ نوامبر سال ۲۰۰۴، گروه سیاسی-نظامی حزب‌الله لبنان، در جنگشان با اسرائیل، هواپیمایی از نوع مهاجر ۴ را برای مدت حدود ۵ دقیقه، بر فراز شمال اسرائیل، پرواز دادند.
این پهپاد بر روی حریم هوایی اسرائیل در حالی شناسایی شد که سرعتی در حدود ۱۰۰ گره دریایی و ارتفاعی در حدود ۳۰۰ متر داشت و از روی شهر بندری نهاریا می‌گذشت و بعد از آن به درون دریا سقوط کرد.